# Rio Durduc (Bahlui)
O Rio Durduc (Bahlui) é um rio da Romênia, afluente do Săuzeni, localizado no distrito de Iaşi.